# Barrancabermeja Ciudad Futuro
Barrancabermeja Ciudad Futuro fue un club de fútbol de salón colombiano de la ciudad de Barrancabermeja, Santander que participó en la Copa Profesional de Microfútbol organizada por la División Nacional de Fútbol de Salón y la Federación Colombiana de Fútbol de Salón. Debido a la culminación del apoyo de parte de las autoridades municipales, el equipo se disolvió en 2016.

## Historia
En el año 2012, debido a los malos resultados del equipo Independiente Santander, este cede su ficha a la ciudad de Barrancabermeja dando inicio al equipo Barrancabermeja Ciudad Futuro de esta misma ciudad donde también los jugadores que pertenecían al conjunto bumangues (Jhon Pinilla, Thiago Negri, Jhon Fredy Celis, entre otros) pasan a ser parte de este nuevo equipo. Ese año deja buenos resultados ya que finaliza segundo en el grupo A en la primera fase llegando hasta cuartos de final contra P&Z Bogotá perdiendo el primer partido en Bogotá 3-2, obteniendo revancha en casa por 4-0 obligando a definirse la llave por penales donde cae por 6-7.
Llegaría una segunda oportunidad en 2013 con ficha propia, ya que Independiente Santander regresa a Bucaramanga, pero los jugadores que estuvieron el año anterior se quedan en el equipo de Barrancabermeja gracias al apoyo de las autoridades municipales. Empieza su dominio en el torneo finalizando primero del Grupo A en Primera Fase; en cuartos de final se vería las caras con Milagroso de Buga a quien derrotó 5-1 y 6-1 ganando la serie. Luego disputaría la semifinal en un partido entre equipos de la región ante Bucaramanga FSC a quien derrotó 2-7 como local y empataría 2-2 en Bucaramanga para obtener la clasificación a la Final. Leones de Nariño sería su rival en la Final del torneo quien pegó primero ganando 4-3, en la vuelta Barrancabermeja CF derrotó 6-4 al equipo nariñense para obtener el título de campeón en su segundo año de existencia.
Este título le dio el derecho a representar al país en el año 2014 para jugar el torneo Copa de las Américas, ganando primero la Zona Norte de Sudamérica a equipos de Ecuador, Chile y Venezuela para después jugar la Final del torneo con el equipo Andes Talleres de Argentina; Campeón de la Zona Sur, ganando la serie por 6 a 2 (2-2 en Argentina y 4-0 en Colombia) adjudicándose el título y otorgándole el derecho a jugar el Mundial de Clubes a final de año en Mendoza, Argentina, torneo que no se disputó. De esta manera logró el primer título internacional para un equipo profesional de microfútbol en el país y el primero en conjunto a nivel internacional para un equipo del departamento.

## Datos del club
- Temporadas en Copa Postobon de Microfútbol: 4 (2012-2015)
- Mejor puesto en la Copa: Campeón 2013

## Palmarés

### Títulos nacionales
- Copa Profesional de Microfútbol: 2013

### Títulos internacionales
- Copa de las Américas Zona Norte: 2014
- Copa de las Américas: 2014